# L'Avare qui a perdu son trésor
L'Avare qui a perdu son trésor est la vingtième fable du livre IV de Jean de La Fontaine situé dans le premier recueil des Fables de La Fontaine, édité pour la première fois en 1668.

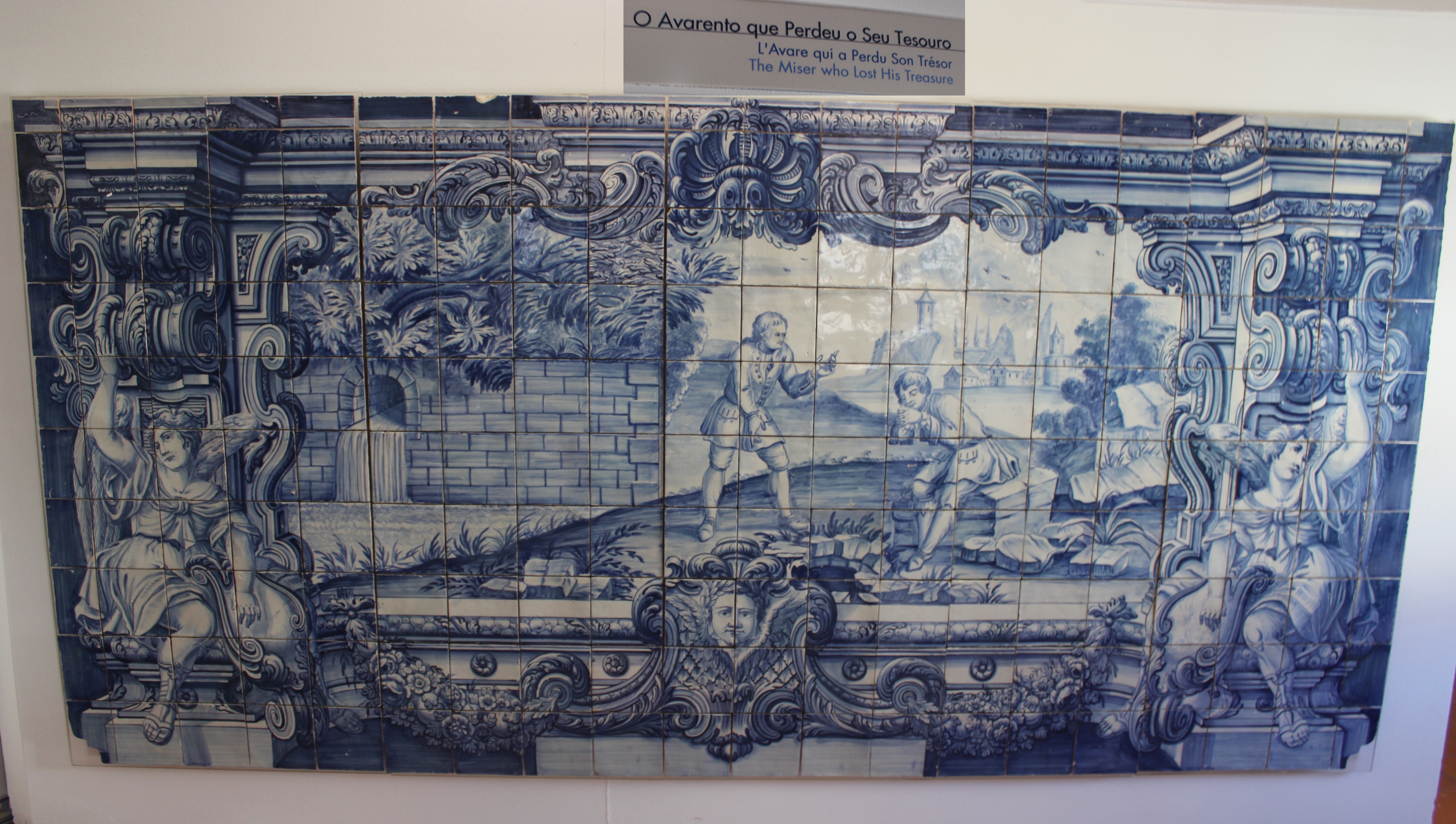
L'avare qui a perdu son trésor - Azulejos - Monastère de Saint-Vincent de Fora (lisbonne)

L'usage seulement fait la possession.

Je demande à ces gens de qui la passion

Est d'entasser toujours, mettre somme sur somme,

Quel avantage ils ont que n'ait pas un autre homme.

Diogène là-bas  est aussi riche qu'eux,

Et l'avare ici-haut  comme lui vit en gueux.

L'homme au trésor caché qu'Esope nous propose,

            Servira d'exemple à la chose.

                Ce malheureux attendait,

Pour jouir de son bien, une seconde vie ;

Ne possédait pas l'or, mais l'or le possédait.

Il avait dans la terre une somme enfouie,

        Son cœur avec, n'ayant autre déduit 

            Que d'y ruminer jour et nuit,

Et rendre sa chevance à lui-même sacrée.

Qu'il allât ou qu'il vînt, qu'il bût ou qu'il mangeât,

On l'eût pris de bien court, à moins qu'il ne songeât

A l'endroit où gisait cette somme enterrée.

Il y fit tant de tours qu'un Fossoyeur le vit,

Se douta du dépôt, l'enleva sans rien dire.

Notre avare, un beau jour ne trouva que le nid.

Voilà mon homme aux pleurs : il gémit, il soupire.

            Il se tourmente, il se déchire.

Un passant lui demande à quel sujet ses cris.

            C'est mon trésor que l'on m'a pris.

 Votre trésor ? où pris ? Tout joignant cette pierre.

             Eh sommes-nous en temps de guerre

Pour l'apporter si loin ? N'eussiez-vous pas mieux fait

De le laisser chez vous en votre cabinet,

            Que de le changer de demeure ?

Vous auriez pu sans peine y puiser à toute heure.

 A toute heure, bons Dieux ! ne tient-il qu'à cela ?

            L'argent vient-il comme il s'en va ?

Je n'y touchais jamais. Dites-moi donc, de grâce,

Reprit l'autre, pourquoi vous vous affligez tant,

Puisque vous ne touchiez jamais à cet argent :

            Mettez une pierre à la place,

            Elle vous vaudra tout autant.
— Jean de La Fontaine, Fables de La Fontaine, L'Avare qui a perdu son trésor